# Clipse
Clipse — американський хіп-хоп дует з Вірджинії-Біч (штат Вірджинія), що складається з братів Джина «No Malice» і Терренса «Pusha T» Торнтона. Pusha T був відомий як Terrar у перші роки групи, тоді як No Malice спочатку був відомий як Malicious, але змінив своє сценічне ім'я на Malice незабаром після створення групи, перш ніж змінити його на No Malice ще раз у 2012 році після його навернення до християнства. Дует був відкритий репером і продюсером з Вірджинія-Біч Фарреллом Вільямсом, який переконав артистів працювати в тандемі. Фаррелл був виконавчим і головним продюсером кожного з їхніх альбомів, як частина продюсерського дуету The Neptunes і як частий запрошений виконавець. Однією з головних тем пісень дуету є нелегальна торгівля наркотиками.

## Історія

### 1993–2000: створення таExclusive Audio Footage
Брати Торнтон народилися в Бронксі, а в 1979 році їх сім'я переїхала до Вірджинії-Біч. Саме тут брати зіткнулися з незаконною торгівлею кокаїном, і це стане невід’ємною частиною їхньої музичної кар’єри. У молодшій школі Меліс почав читати реп у групі під назвою Def Dual Productions, продюсером якої був однокласник Timbaland, який на той час називався «DJ Timmy Tim». Протягом цього часу Меліс також почала продавати наркотики, які лягли в основу більшості ліричних сюжетів дуету. У 1988 році спільний друг познайомив його з Чадом Г'юго, з яким він почав записувати пісні. У 1990 році він познайомився з друзями Чада — Magoo, Ларрі Лайвом і Фарреллом Вільямсом. Кілька років потому Вільямс і Г'юго сформували продюсерський дует The Neptunes і продовжили запис з Malice. Після закінчення середньої школи в 1991 році Меліс пішов служити в армію, щоб прогодувати сім'ю, працюючи механіком генератора. Лише в 1994 році, коли Меліс закінчив службу, брати почали записувати разом. Пуша, на п'ять років молодший за свого брата, супроводжував його на сесії звукозапису в будинку Чада Г'юго. Згодом він також вирішив займатися репом, і вони записали свою першу спільну пісню «Thief in the Night», у якій є вокал Фаррелла. Він запропонував їм стати дуетом, назвавши себе «Full Eclipse», пізніше скоротивши назву до «Clipse». Neptunes допомогли їм укласти контракт на запис із Elektra Records у 1996 році. Під керівництвом Elektra та з Neptunes, які займалися продакшном, Clipse записали свій дебютний альбом Exclusive Audio Footage. Перший сингл групи, «The Funeral», допоміг викликати інтерес шанувальників до альбому, але не зміг зробити значного впливу на чарти. Оскільки «The Funeral» було визнано провальним, альбом був відкладений. Clipse були звільнені з Elektra незабаром після цього, але рекламні компакт-диски з альбомом все ще існують і отримали офіційний реліз 2 травня 2022 року через Spotify.

### 2001–2002: Прорив іLord Willin'
На початку 2001 року Фаррелл Вільямс підписав контракт з дуетом на Arista Records через нещодавно створений імпринт Star Trak Entertainment. За підтримки лейблу та Neptunes Clipse приступили до запису матеріалу для свого дебютного альбому. Головний сингл «Grindin'» був випущений 14 травня 2002 року і миттєво став хітом. Він досяг 30 місця в Billboard Hot 100. Згодом ця пісня стала найвідомішою піснею Clipse, і багато видань поставили сингл у своїх списках на кінець року. Другий сингл «When the Last Time» вийшов 30 липня. Ця пісня стала найвищою піснею групи, досягнувши 19 місця в Billboard Hot 100 і залишалася в чарті протягом 21 тижня. Тоді Clipse випустили свій комерційний дебютний альбом Lord Willin' 20 серпня 2002 року. Альбом посів 1 місце в чарті Billboard Top R&B/Hip-Hop Albums і 4 місце в Billboard 200, продавши 122 000 примірників за перший тиждень. 1 жовтня 2002 року, через місяць після виходу,  Lord Willin' отримав золотий сертифікат RIAA. Третій сингл «Ma, I Don't Love Her» за участю Фейт Еванс був випущений 3 грудня 2002 року.
Також у 2002 році Clipse були запрошеними артистами для першого сольного синглу Джастіна Тімберлейка «Like I Love You», ще одного кросоверного радіохіта Neptunes. Він досяг 11 місця в чарті Hot 100. Дует також взяв участь у пісні «What Happened to That Boy» з Birdman. Pusha T з'явився в другому синглі співачки Nivea «Run Away (I Wanna Be with U)», який посів 47 місце в Австралії. У 2003 році Clipse відправилися в тур з 50 Cent.

### 2003–2006: Суперечки з лейблом таHell Hath No Fury
Наприкінці 2003 року Clipse почали записувати матеріал для свого другого альбому Hell Hath No Fury. Однак подальша робота над альбомом призупинилася в 2004 році, коли артистів Arista Records поглинув його дочірній лейбл Jive Records у рамках більшого злиття між Sony Music Entertainment і BMG. Через контрактні вимоги Clipse був змушений залишитися на Jive, тоді як Star Trak та решта його складу перейшли на Interscope Records.
Clipse відновили роботу над альбомом і, зрештою, завершили його запис, але дует дедалі більше розчаровувався в Jive, оскільки лейбл ігнорував його на користь більш поп-орієнтованих виконавців у своєму списку, що спричинило численні затримки у випуску альбому. Оскільки затримки тривали, група попросила офіційного розірвання контракту. Коли Jive відмовився задовольнити це прохання, дует подав до суду на лейбл. Поки тривала судова тяганина, Clipse випустили новий матеріал у своїй серії мікстейпів We Got It 4 Cheap, у якій брали участь Clipse та філадельфійські репери Ab-Liva та Sandman. Група була відома під загальною назвою Re-Up Gang. We Got it 4 Cheap Vol. 1 був випущений в 2004 році та отримала позитивні відгуки критиків. Другу частину було випущено в 2005 році. Музичний онлайн-журнал Pitchfork помістив його під номером 130 у своєму списку 200 найкращих альбомів 2000-х і під номером 2 у своєму списку 50 найкращих реп-мікстейпів тисячоліття.
9 травня 2006 року Clipse нарешті досягли угоди з Jive Records. Вони мали випустити альбом на власному лейблі Re-Up Records разом із Jive. Потім вони гастролювали з Ice Cube протягом травня, а датою випуску призначили 29 серпня. Clipse випустили перший сингл «Mr. Me Too» з Фарреллом Вільямсом 23 травня 2006 року. Він досяг 65 місця в чарті Hot R&B/Hip-Hop Songs. Однак дату виходу альбому перенесли на 31 жовтня. 31 жовтня Clipse не випустиили альбом, натомість випустили «Wamp Wamp (What It Do)» зі Slim Thug. Пісня посіла 96 місце в чарті Hot R&B/Hip-Hop Songs. Альбом Hell Hath No Fury вийшов 28 листопада 2006 року. Альбом отримав загальне визнання, багато публікацій називали його найкращим у дуеті. Хіп-хоп журнал XXL дав альбому оцінку «XXL», відзначивши його як п'ятизірковий. Тільки п'ять альбомів раніше були удостоєні такої честі. Зараз альбом має середню оцінку 89 на Metacritic. Він дебютував під номером 14 у Billboard 200, продавши 80 000 копій за перший тиждень. Альбом згодом зайняв високі позиції в чартах багатьох видань за рік і десятиліття, і його вважають одним із найкращих альбомів 2000-х років.

### 2007–2009: Columbia Records іTil the Casket Drops
В інтерв'ю Eye Weekly від 19 травня 2007 року Clipse заявили, що гурт був офіційно звільнений від контракту на запис із Jive. Після цього дует почав переговори з декількома звукозаписними компаніями, зрештою 26 жовтня 2007 року підписав контракт із Columbia Records. 5 лютого 2008 року дует випустив третю частину серії мікстейпів We Got it 4 Cheap для безкоштовного завантаження на своєму вебсайті. 8 серпня 2008 року дует випустив дебютний студійний альбом Re-Up Gang Clipse Presents: The Re-Up Gang через Koch Records. Перший сингл альбому «Fast Life» був спродюсований Скоттом Сторчем. Сингл спочатку планувався для третього альбому дуету, але вони вважали, що його краще використати для альбому Re-Up Gang.
У листопаді 2008 року Clipse оголосила про запуск своєї модної лінії Play Cloths. Мікстейп під назвою Road to Till the Casket Drops був випущений 1 грудня 2008 року для реклами лінії та їхнього майбутнього альбому.
Їх останній студійний альбом, Til the Casket Drops був випущений 8 грудня 2009 року. На відміну від попередніх робіт групи, які включали лише продукцію Neptunes, альбом містить продюсерську групу Дідді Hitmen та DJ Khalil. Альбом не мав такого успіху з комерційної точки зору, як перші два альбоми групи, досягнувши 41 місця в чарті Billboard 200 і продавши 31 000 копій за перший тиждень.

### 2010–2016: сольні проєкти та перерва
На концерті 30 квітня 2010 року Меліс оголосив, що він і Пуша Т випустять сольні альбоми пізніше цього року. 12 вересня 2010 року Pusha T підтвердив MTV, що він підписав контракт з лейблом Каньє Веста GOOD Music. Він продовжував працювати з Каньє над його альбомом My Beautiful Dark Twisted Fantasy 2010 року і був представлений у хіт-синглі «Runaway». Він розпочав успішну сольну кар'єру та випустив 4 студійні альбоми. У 2015 році він був призначений президентом GOOD Music.
У 2011 році Malice опублікував свою книгу Wretched, Pitiful, Poor, Blind & Naked. Книга є спогадами про його життя, в тому числі про страх заразитися ВІЛ, а також про його навернення до християнства. У 2012 році він змінив сценічний псевдонім на No Malice. Він відчував, що його попереднє ім'я мало негативне значення, і тепер хотів поширювати позитивні повідомлення. Він співпрацював з Lecrae над його мікстейпом Church Clothes, у пісні «Darkest Hour». У 2013 році він випустив свій дебютний студійний альбом Hear Ye Him на Reinvision. У 2016 році він випустив документальний фільм The End Of Malice, який згадав точний момент, коли Clipse розлучилися і чому. Його другий студійний альбом Let the Dead Bury the Dead був випущений у 2017 році.
Незважаючи на різні чутки про возз'єднання Clipse, Malice заявив на SXSW 2014, що з групою покінчено, що ще одного альбому Clipse не буде. Проте в інтерв’ю 2016 року No Malice сказав про можливість возз’єднання: «Я скажу вам, що я навчився ніколи не говорити ніколи, і я ні за чим не зачиняю двері. Я справді цього не роблю. Насправді я хотів би побачити, як Clipse це зробить... Я вже казав це раніше, я б з братом точно приготував клоунський суп із усіх цих MC.

### 2019–тепер. час: повернення таLet God Sort Em Out
У 2019 році Clipse нарешті возз’єдналися для участі в треку «Use This Gospel» з альбому Каньє Веста Jesus Is King. Pusha T в інтерв’ю Vulture висловив свої почуття щодо того, що дует знову співпрацює: «Я молодший брат, чувак. Я маю на увазі, що я щасливіший, ніж... Я навіть не можу цього висловити!» Він стверджував, що «вся тема альбому Jesus Is King повністю говорить про те, де мій брат». У 2022 році Clipse знову возз’єдналися, щоб взяти участь в альбомі японського модельєра та діджея Nigo I Know Nigo, у треку «Punch Bowl», спродюсованому The Neptunes. Malice також звучить у треку «I Pray for You» в альбомі Pusha T It's Almost Dry 2022 року.
У червні 2024 року дует представив нову пісню під назвою «Birds Don't Sing» на показі мод Louis Vuitton. Невдовзі після цього вони оголосили про свою роботу над новою музикою та новим альбомом, повністю спродюсованим Фарреллом Вільямсом. Clipse розкрили назву свого майбутнього четвертого студійного альбому Let God Sort Em Out, свого першого альбому з 2009 року. У кінці 2024 року No Malice оголосив про підписання контракту з Def Jam Recordings.
30 травня 2025 року Clipse випустили пісню «Ace Trumpets» як головний сингл до майбутнього альбому. 
У червні 2025 року, під час інтерв'ю журналу GQ, дует розповів, що їх, а також Pusha T як сольного виконавця, виключили з лейблу Def Jam, а також підтвердили появу Кендріка Ламара на Let God Sort Em Out. Наступного дня давній менеджер Pusha T Стівен Віктор розповів в інтерв'ю Billboard, що реперу фактично довелося заплатити нерозголошену семизначну суму, щоб звільнити від контракту з Def Jam як Clipse, так і самого себе, і пояснив, як лейбл придушував співпрацю Pusha T з іншими артистами та навіть його власні музичні релізи з часів його ворожнечі з канадським репером Дрейком у 2018 році.
Фінальний тизер-трек «So Be It» був продемонстрований 16 червня. Наступного дня «So Be It» був випущений як промосингл з музичним відео, а GQ опублікував статтю про неї, і звернув увагу на текст Pusha T, який дисить колишнього колегу по лейблу GOOD Music Тревіса Скотта.
Let God Sort Em Out вийшов 11 липня 2025 року. Він здебільшого був записаний у штаб-квартирі Louis Vuitton у Парижі, та випущений у співпраці з Roc Nation.

## Ліричний зміст
У піснях Clipse часто обговорюється торгівля наркотиками, зокрема кокаїном, часто використовуючи творчі метафори для позначення цієї діяльності. Це спонукало деяких критиків називати їхній стиль «кока-репом». Також цим терміном характеризують інших артистів, таких як Raekwon і Young Jeezy. Інші теми включають клуби, зброю, сексуальні стосунки та невірність, а також хвастощі.

## Дискографія
Студійні альбоми
- Exclusive Audio Footage (1999)
- Lord Willin' (2002)
- Hell Hath No Fury (2006)
- Til the Casket Drops (2009)
- Let God Sort Em Out (2025)